# Euro am Sonntag
Euro am Sonntag (eigene Schreibweise: €uro am Sonntag) ist eine deutsche Finanz- und Wirtschaftszeitung. Die Wochenzeitung erscheint im Verlag Börsenmedien AG mit Sitz in Kulmbach, einer Niederlassung in München und einem Büro in Frankfurt am Main. Der Chefredakteur ist Matthias Fischer. Die verkaufte Auflage beträgt 15.761 Exemplare, ein Minus von 80,2 Prozent seit 1998.
€uro am Sonntag erschien erstmals im Oktober 1998 als Nachfolger der seit 1995 vom Verlag publizierten „Geldzeitung“. Zu diesem Zeitpunkt war der Axel Springer Verlag am Finanzen Verlag beteiligt. Die gemeinsame Idee: €uro am Sonntag sollte Springers Bild am Sonntag und Welt am Sonntag um einen Wirtschaftstitel für den Sonntag ergänzen.
Inzwischen erscheint €uro am Sonntag jeweils freitags mit einem Umfang von 78 Seiten. Mit den inhaltlichen Schwerpunkten Wirtschaft, Börse und Vermögensaufbau zielt €uro am Sonntag mit gründlich recherchierten Hintergrundinformationen und Analysen auf das Interesse sowohl von Privatanlegern als auch von Mitarbeitern der Finanz- und Versicherungsbranche.
Im Rahmen einer Kooperation stellt die Redaktion von €uro am Sonntag Deutschlands größtem Finanzportal, Finanzen.net, täglich Wirtschafts- und Finanznachrichten zur Verfügung.

## Auszeichnungen
2016 wurde €uro am Sonntag  von der Fachzeitschrift Wirtschaftsjournalist und dem PR Report zur besten Wirtschaftszeitung in der Sparte Anleger-/Verbrauchermagazin gekürt.
Für Titelseite, Visualisierung und Illustration wurde €uro am Sonntag 2006
bis 2014 mit dem European Newspaper Award ausgezeichnet.

## Chefredakteure
- Frank-Bernhard Werner (1998–2013)[6]
- Joachim Spiering (2014–2016)[7]
- Peter Gewalt (2016–2017)[8]
- Jens Castner, Peter Gewalt, Markus Hinterberger (seit Januar 2018)[9]
- Matthias Fischer (2023)